# Escut heràldic de la Fita
L'Escut heràldic de la Fita és un bé d'interès cultural que es troba a Cullera (País Valencià). És BIC amb codi 46.21.105-041 i nombre d'anotació ministerial RM-03-417 de 18 de novembre de 1996.